# Trà Vinh (Provinz)
Trà Vinh ist eine Provinz von Vietnam. Sie liegt im Südwesten des Landes und grenzt im Osten an das Südchinesische Meer.

## Distrikte
Trà Vinh gliedert sich in sieben Distrikte
- Càng Long
- Cầu Kè
- Cầu Ngang
- Châu Thành
- Duyên Hải
- Tiểu Cần
- Trà Cú

Die Stadt Trà Vinh (Provinzhauptstadt) bildet eine eigene Gemeinde.